# Louder Than Hell
Louder Than Hell är det amerikanska heavy metal/power metal-bandet Manowars åttonde studioalbum, utgivet 1996 av skivbolaget Geffen Records. Louder Than Hell är det första av Manowars album med Karl Logan på gitarr. Del två av låten "Brothers of Metal" heter "Metal Warriors" och återfinns på The Triumph of Steel, albumet som Manowar släppte före Louder Than Hell. 

## Låtförteckning
1. "Return of the Warlord" – 5:19
2. "Brothers of Metal Pt. 1 – 3:55
3. "The Gods Made Heavy Metal" – 6:04
4. "Courage" – 3:49
5. "Number 1" – 5:12
6. "Outlaw" – 3:22
7. "King" – 6:25
8. "Today Is a Good Day to Die" (Instrumental) – 9:43
9. "My Spirit Lives On" (instrumental) – 2:10
10. "The Power" – 4:09

Text & musik: Joey DeMaio (spår 2, 4, 5, 7, 8, 10), Joey DeMaio/Karl Logan (spår 1, 3, 6, 9)

## Medverkande
Manovar
- Eric Adams – sång
- Karl Logan – gitarr
- Joey DeMaio – basgitarr, keyboard
- Scott Columbus – trummor, percussion

Bidragande musiker
- David Campbell – orkestrering, dirigent

Produktion
- Manowar – producent
- Ehab G. Haddad, Rich Breen – ljudtekniker
- Dave Donnelly, George Marino – mastering
- Sofie Howard – omslagdesign
- Ken Kelly – omslagskonst